# Pedro Kraus
Pedro Kraus Cruz (Montevideo, Uruguay, 29 de febrero de 1948) es un exfutbolista uruguayo que jugó como defensa en diferentes equipos durante su carrera deportiva.
Principalmente jugó en el C.D. Tenerife (Primera división) como uno de los primeros fichajes extranjeros para este equipo y el cual llegó a participar en la Copa del Rey pero, antes de ser llamado por el Tenerife, jugó un año en el Danubio F.C., otro año en el Palmeiras paulista de Brasil, donde ha jugado Roberto Carlos, Rivaldo, entre otros, estuvo un tiempo en México y finalmente otros dos años en el Danubio F.C. Montevideo, Uruguay.
Después de unos años en el C.D. Tenerife, fue llamado para realizar el Servicio Militar en Córdoba tras nacionalizarse en España, lo que hizo llamar la atención a un directivo del Córdoba C.F. de ese momento, volviendo a fichar por otro equipo profesional de fútbol.
Tras finalizar el Servicio Militar, volvió a Tenerife para terminar jugando con el C.D. San Andrés durante el último año el cual jugaría dentro de un equipo profesional.

## Clubes
| Club            | País    | Año       |
| --------------- | ------- | --------- |
| Danubio F.C.    | Uruguay | 1969-1970 |
| S.E. Palmeiras  | Brasil  | 1970-1971 |
| Danubio F.C.    | Uruguay | 1971-1972 |
| C. D. Tenerife  | España  | 1973-1974 |
| C. D. Tenerife  | España  | 1975-1977 |
| Córdoba C.F.    | España  | 1977-1978 |
| C.D. San Andrés | España  | 1978-1979 |